# Dorothée de Schwarzbourg-Sondershausen
Dorothée de Schwarzbourg-Sondershausen (en allemand Dorothea von Schwarzburg-Sondershausen) est née à Sondershausen (comté de Schwarzbourg) le 23 août 1579 et meurt dans la même ville le 5 juillet 1639. Elle est une noble allemande, fille du comte Jean-Gonthier Ier de Schwarzbourg-Sondershausen (1532-1586) et d'Anne d'Oldenbourg-Delmenhorst (1539-1579).

## Mariage et descendance
Le 26 novembre 1604 elle se marie à Oldenbourg avec Alexandre de Schleswig-Holstein-Sonderbourg (1573-1627), fils du duc Jean de Schleswig-Holstein-Sonderbourg (1545-1622) et de la princesse Élisabeth de Brunswick-Grubenhagen (1550-1586). Le couple a onze enfants:
- Jean-Christian de Schleswig-Holstein-Sonderbourg (1607-1653), puis duc de Schleswig-Holstein-Franzhagen ; en 1634, il épouse Anne von Delmenhorst (1668), fille du comte Antoine II d'Oldenbourg-Delmenhorst (quatre enfants) ;
- Alexandre-Henri de Schleswig-Holstein-Sonderbourg (1608-1667) ; en 1643, il épouse Dorothée von Sonderbourg, fille d'Edgar von Sonderbourg (neuf enfants) ;
- Ernest-Gonthier de Schleswig-Holstein-Sonderbourg-Augustenbourg, duc de Schleswig-Holstein-Augustenbourg ;
- Georges de Schleswig-Holstein-Sonderbourg (1611-1676) ;
- Auguste-Philippe de Schleswig-Holstein-Sonderbourg-Beck ; il fonde la quatrième branche et est l'ascendant de la reine Margrethe II, de Harald V, de Constantin II de Grèce, de Philip Mountbatten, d'Élisabeth II, d'Ernest-Auguste de Hanovre (Ernest-Auguste V de Hanovre) ;
- Adolphe de Schleswig-Holstein-Sonderbourg (1613-1616) ;
- Anne de Schleswig-Holstein-Sonderbourg (1615-1616) ;
- Guillaume de Schleswig-Holstein-Sonderbourg (1616-1616) ;
- Sophie de Schleswig-Holstein-Sonderbourg (1617-1696), qui épouse en 1635 le comte Antoine d'Oldenbourg (†1667) ;
- Éléonore de Schleswig-Holstein-Sonderbourg (1619-1619) ;
- Philippe-Louis de Schleswig-Holstein-Sonderbourg-Wiesenbourg (1620-1689).